# Degenia
Degenia é um género botânico pertencente à família Brassicaceae.